# Château de Cabrières (Vaucluse)
Pour les articles homonymes, voir Château de Cabrières et Cabrières.
Le Château de Cabrières est un monument historique de Vaucluse, situé dans la ville de Cabrières-d'Avignon.

## Histoire
Les façades et toitures du château, ainsi que les deux salles voûtées au premier et au deuxième étage de la tour Ouest et le mur d'enceinte avec ses tours d'angle sont inscrits au titre des monuments historiques par arrêté du 23 avril 1979.